# Lisa Gunning
Lisa Gunning (* 15. Juni 1972 in Kowloon, Hongkong) ist eine britische Filmeditorin, Regisseurin und Drehbuchautorin.

## Karriere
Lisa Gunning studierte Englische Literatur am University College London. Später arbeitete sie bei der Post-Produktion von Werbespots beim Unternehmen The Whitehouse.
1998 lernte sie beim Schnitt eines Werbespots für die Wohltätigkeitsorganisation Comic Relief den Regisseur Anthony Minghella kennen, mit dem sie in der Folgezeit bei weiteren Werbespots und Kurzfilmen zusammenarbeitete und den sie auch beim Schnitt von Promomaterial für seinen Film Der talentierte Mr. Ripley unterstützte. 2006 beauftragte Minghella sie mit dem Schnitt seines Filmes Breaking and Entering – Einbruch & Diebstahl. In der Folge schnitt sie weitere Spielfilme für Regisseure wie John Madden oder Lasse Hallström.
2009 arbeitete sie erstmals mit Regisseurin Sam Taylor-Wood für das John-Lennon-Biopic Nowhere Boy zusammen. 2014 arbeitete sie erneut mit Taylor-Wood an der Literaturverfilmung Fifty Shades of Grey.
Für das 2013 veröffentlichte Album Tales of Us der Band Goldfrapp setzte Gunning eine Reihe von Musikvideos um, die zusammen einen 30-minütigen Kurzfilm ergaben.

## Privatleben
In einem Interview mit der Sunday Times gab die Musikerin Alison Goldfrapp im Februar 2010 bekannt, in einer Beziehung mit Gunning zu sein.

## Filmografie (Auswahl)
- 2001: Play (Kurzfilm)
- 2001: Starched (Kurzfilm)
- 2002: Spin (Kurzfilm)
- 2006: Breaking and Entering – Einbruch & Diebstahl (Breaking and Entering)
- 2008: Love You More (Kurzfilm)
- 2008: Killshot
- 2009: Nowhere Boy
- 2011: Lachsfischen im Jemen (Salmon Fishing in the Yemen)
- 2012: 7 Psychos (Seven Psychopaths)
- 2012: The Clear Road Ahead (Short)
- 2014: Tales of Us (Kurzfilm, auch Regie, Drehbuch, Produktion)
- 2015: Fifty Shades of Grey
- 2017: Newness
- 2024: Black Doves (Fernsehserie, 3 Folgen Regie)